# ネットワーク中立性
ネットワーク中立性（ネットワークちゅうりつせい、network neutrality）とは、ユーザー、コンテンツ、サイト、プラットフォーム、アプリケーション、接続している装置、通信モードによって差別あるいは区別することなく、インターネットサービスプロバイダ（インターネット接続業者）や各国政府が、インターネット上の全てのデータを平等に扱うべきだとする考え方である。ネット中立性、インターネット中立性とも。
ネットワーク中立性を法制化すべきか否かについては、激しい議論が行われてきた。2000年代初め、ブロードバンド・プロバイダがラストワンマイルのインフラを使い、インターネットのアプリケーションやコンテンツ（例えば、ウェブサイト、サービス、プロトコル）をブロックしたり、競争相手を排除したりするのではないかという懸念が生じた。当時まだ「ネットワーク中立性」という用語は一般的ではなかった。インターネットの中立性を強制する規制を行う可能性について、特にアメリカで激しい議論が巻き起こった。
中立性を提唱する側は、通信会社が多層化サービスモデルを採用することでパイプラインを制御し、競争を排し、意図的な欠乏状態を作ることで、より競争力のあるサービスを加入者に買わせようとしていると主張する。ネットワーク中立性は既存の自由を保持するのに重要だとする者は多い。Internet Protocol の開発に関わり「インターネットの父」とされるヴィントン・サーフ、ウェブを生み出したティム・バーナーズ＝リーに代表される多くの人々がネットワーク中立性に賛成の立場で発言している。
　政治団体では、海賊党がネットワーク中立性を基本政策の1つとして採用している。
ネットワーク中立性に反対する側は、ブロードバンドのサービスプロバイダがコンテンツをブロックしたり、ネットワーク性能をわざと低下させるような計画は全くないと主張する。しかし、コムキャストというISPが peer-to-peer (P2P) 通信を意図的に遅くした例がある。他の業者もディープ・パケット・インスペクションを採用してP2P、FTP、オンラインゲームなどを差別しはじめ、携帯電話のような料金体系を設定しはじめた。ネットワーク中立性に批判的な側はまた、特にサービスの質を保証するためのデータ判別には問題よりも利点が非常に多いと主張する。Internet Protocol の開発者の1人ロバート・カーンはネットワーク中立性を単なる「スローガン」に過ぎないとして反対の立場を表明したが、他の参加者の排除に繋がるようなネットワークの分断には反対すると認めている。ネットワーク中立性の法制化に反対する人々は、ブロードバンドプロバイダによる差別を解決する最善策はプロバイダ間で競わせることだとしているが、現実にはそういった競争が制限されている地域が多い。

## 定義
最も単純に定義すると、全てのインターネットトラフィックは平等に扱われるべきだとする考え方である。ネットワーク中立性は提唱者によって様々に定義されている。
差別の完全撤廃
コロンビア・ロー・スクール教授ティム・ウー: 「ネットワーク中立性はネットワークの設計原理として定義するのが最善である。その考え方は、最大限に有益な公共の情報ネットワークは、全てのコンテンツ、サイト、プラットフォームを平等に扱うべきだというものである」
QoS階層化のない限定的な差別
アメリカの国会議員たちは、高品質サービスに対して特別料金を課さないかぎり QoS の差別を許容する法案を提出した。
限定的な差別と階層化
サービス契約に排他性がない限り、QoSの違いを料金に反映することを許容する。 ティム・バーナーズ＝リーは「私がある料金を払って所定のQoSでネットに接続し、あなたが私と同じかより高いQoSで接続した場合、あなたと私はネットを介してそのQoSで通信できる」と述べ、さらに「（我々は）互いにネット接続の料金を払っているが、私への排他的アクセスはどんな料金を払おうとしても得られない」としている。
先着順サービス
ベンジャミン・カードーゾ法科大学院教授 Susan P. Crawford は Imprint Magazine にて「中立性のあるインターネットでは、QoSを無視して先着順でパケットを転送しなければならないと信じている」と紹介されている。

### FCC のブロードバンド政策綱領
2005年、アメリカ連邦通信委員会 (FCC) はブロードバンド政策綱領（インターネット政策綱領とも）を発表し、「ブロードバンド展開を促進し、公共のインターネットのオープンで相互接続された性質を保持し促進するため、消費者には次の4つの権利が与えられる」とした。
- 合法なインターネットコンテンツに自由にアクセスする権利
- 法が許す範囲で、自由にアプリケーションを実行しサービスを利用する権利
- ネットワークを傷つけない合法な手段で自由に接続する権利
- ネットワークプロバイダ、アプリケーションプロバイダ、サービスプロバイダ、コンテンツプロバイダを選択する権利

これらの要点は「任意の合法なコンテンツ、任意の合法なアプリケーション、任意の合法なデバイス、任意のプロバイダ」とまとめられる。オバマ大統領は2009年アメリカ復興・再投資法でブロードバンド基盤整備とオープン性の確保に72億ドルの予算を計上した。FCCのヒアリングで全米有線テレビ事業者連盟は、必須のオープン性確保のためにFCCが2005年に発表したインターネット政策綱領の4つの原則を採用すべきだと勧めた。
2008年、FCCがテレビ放送のデジタル化に伴って空く700MHz帯を競売にかけた際、Googleは次の4つの条件を獲得事業者に課すなら46億ドルで入札すると約束した。
- オープンなアプリケーション - 消費者は好きなソフトウェアアプリケーション、コンテンツ、サービスをダウンロードまたは利用できるべきである。
- オープンなデバイス - 消費者は好きな携帯情報端末を利用できるべきである。
- オープンなサービス - 第三者（再販業者）は適度に差別的でない契約に基づき、700MHz帯の免許所有者から無線サービスを取得できるべきである。
- オープンなネットワーク - ISPなどの第三者は、700MHz帯の免許所有者の無線ネットワークと技術的に可能な範囲で相互接続できるべきである。

これらの条件はFCCのインターネット政策綱領に大まかに類似している（FCCの綱領でのアプリケーションとコンテンツについての条項は1つにまとめられ、サードパーティのプロバイダによるアクセス要件が追加されている点が異なる）。FCCは、そのうちオープンなアプリケーションとオープンなデバイスだけを条件として採用した。
2009年9月、FCC会長 Julius Genachowski は、2005年の政策綱領に2つの規則を追加することを提案した。すなわち、どのようなコンテンツまたはアプリケーションも差別してはならないとする無差別原則と、ISPがそれらの方針をすべて顧客に明らかにすることを要求する透明性原則である。また、無線プロバイダも有線のプロバイダと同等のネットワーク中立性を守るべきだと主張した。
2009年10月、FCCは次の段階へ進めるため、ネットワーク中立性に関する提案された規則を承認した。
2010年5月、FCCがネットワーク中立性推進の努力を弱めるとみられていたが、FCCは戦いを継続することを発表した。コムキャストへの是正命令が連邦裁判所でくつがえされたため、ネットワーク中立性の強制はできなくなるだろうとみられていた。しかしFCC会長 Julius Genachowski の下でFCCはブロードバンドのインターネット・アクセス・プロバイダを再分類し、電話事業者と同じ規則に従わせることを提案した。この調整は「課金、習慣、分類、規則、設備、サービスにおける不公平または不当な差別」を防止することを意図したものである。
2010年12月21日、FCCはケーブルテレビや電話のサービスプロバイダが、競合他社やネットフリックスなどの特定のウェブサイトにアクセスできないようにすることを禁ずる新たな規則を承認した。無線プロバイダにもより制限された責務が課せられた。これらの規則は高速アクセスへの課金を妨げるものではない。共和党はアメリカ合衆国議会での立法によってこの規則を取り消す計画を発表した。ベライゾンはFCCを提訴する予定だとし、FCC会長の元補佐官 Colin Crowell はそのような提訴は「必然的」だとした。

## 概念の発展
ネットワーク中立性の概念は、インターネットに関する議論以前から存在し、電信の時代には既に存在していた。1860年に成立した電信を助成する法律 (Pacific Telegraph Act of 1860) では、次のように記されている。
任意の個人、会社、企業から受け付けたメッセージ、あるいはこの線のいずれかの端に接続した任意の電信線から受け付けたメッセージは、受け付けた順番に公平に送られるものとする。ただし、政府の急報は例外的に優先されるものとする。—An act to facilitate communication between the Atlantic and Pacific states by electric telegraph, June 16, 1860.
1888年、アルモン・ブラウン・ストロージャーが自動電話交換機を発明し、不公平な電話交換手を介さないで済むようにした。
2003年、コロンビア大学法科大学院教授ティム・ウーが論文 Network Neutrality, Broadband Discrimination の中でネットワーク中立性の規則を提案し、この概念が広く知られるようになった。この論文では、アプリケーション間の中立性、データおよびQoSが要求されるトラフィックに関する中立性を検討し、これらの潜在的課題に対処する立法を提案している。2005年から2006年にかけて、ケーブルテレビ業者、消費者、インターネットサービスプロバイダを巻き込んでネットワーク中立性とインターネットの将来についての議論が行われたが、2006年までマスメディアはこれを完全に無視した。
2010年8月、Googleとベライゾンは、「完全な」ネットワーク中立性にはどちらも反対であるという合意に達した。合意した内容には以下の規則が含まれている。
1. ユーザーが自ら選択した合法なコンテンツの送受信を妨げることはできない。
2. ユーザーが自ら選択した合法なアプリケーション実行やサービス利用を妨げることはできない。
3. ネットワークやサービスに損害を与えず、サービスの盗用を容易にせず、他のユーザーのサービス利用を妨げない範囲において、ユーザーが自ら選択した合法なデバイスを接続することを妨げることはできない。

そして、携帯電話会社などの無線ISPは中立性を求められないとした。その時点で無線ネットワークに関しては検討中とされた。

## 提唱者
ネットワーク中立性の提唱側としては、消費者運動家、人権団体、オンライン企業、一部テクノロジー企業などがある。主なインターネットアプリケーション企業の多くはネットワーク中立性に賛成している。Yahoo!、Vonage、eBay、Amazon、IAC/InterActiveCorp、マイクロソフトといった多くの企業が中立性の法制化を支持してきた。国際的ISPである Cogent Communications はある種のネット中立性政策を発表したことがある。Googleは次のような文章を公表している。
ネットワーク中立性とは、インターネットのユーザーが自分が見るコンテンツや使用するアプリケーションを自分で選択できるべきだとする考え方である。インターネットは当初からこの中立性の原理に従って運用されてきた。基本的には、ネット中立性とはインターネットへの平等なアクセスに関するものである。我々の見方では、ブロードバンドキャリアは彼らの市場力を競合するアプリケーションやコンテンツを差別するのに使うべきではない。電話会社が顧客が誰に電話するかどういうことを話すかを規制できないように、ブロードバンドキャリアは彼らの市場力をオンラインでの活動の制御に向けるべきではない。—Guide to Net Neutrality for Google Users
ネットワーク中立性を支持する個人としては、ティム・バーナーズ＝リー、ヴィントン・サーフ、ローレンス・レッシグ、ロバート・W・マクチェズニー、スティーブ・ウォズニアック、Susan P. Crawford、Ben Scott、David Reed、そしてアメリカ大統領のバラク・オバマが挙げられる。
ネットワーク中立性に関心を寄せる団体もいくつか生まれており、中でも SaveTheInternet.com はネットワーク中立性の概念を次のように表明している。
ネット中立性とは差別がないことを意味する。ネット中立性は、インターネットプロバイダがウェブコンテンツのソースや所有者や目的に基づいてブロックしたり速度を操作したりすることを防ぐ。（中略）自由でオープンなインターネットは、任意のサイトがテレビやラジオのように広い範囲に届くという革命的な可能性をもたらしている。ネット中立性の喪失はこの比類ない表現の自由の機会を終わらせることになるだろう。—SaveTheInternet.com FAQ
Envision Seattle や Community Environmental Legal Defense Fund は自由でオープンなインターネットを強化するための条例案を提供している。

## 提唱側の主張

### データの統制
ネットワーク中立性の支持者は、ダイヤルアップ接続の場合と同様に、ケーブルテレビ業者がインターネットサービスプロバイダ (ISP) にケーブルへの自由なアクセスを認める common carriage agreement の締結を強制する法律が必要としている。彼らは、ケーブルテレビ会社が裁判所命令なしにインターネットコンテンツを選別し、ブロックし、フィルタリングすることがないよう保証したいと考えている。
SaveTheInternet.comは、ケーブルテレビ会社や通信会社が「どのウェブサイトを高速にしてどのウェブサイトを低速にするか、あるいは全くロードしないかを決定するインターネットの門番」になろうとしていると告発した。SaveTheInternet.com によれば、そういった会社は「高速なデータの配布を保証する代わりにコンテンツプロバイダに課金したいと考えており（中略）課金に応じないコンテンツプロバイダについては速度を落としたりブロックして、自前の検索エンジンやVoIPサービスや動画のストリーミングなどを有利にしたいと考えている」という。Internet Protocol (IP) の発明者の1人でGoogleの副社長兼チーフ・インターネット・エバンジェリストのヴィントン・サーフは「インターネットは新しいコンテンツやサービスに門番を儲けないものとして設計された」と主張し、アメリカでのネットワーク中立性の法制化活動を支持した。サーフは次のように結論付けている。
人々がオンラインで見るものやすることをブロードバンドキャリアが統制するのを許せば、インターネットを現在のような成功に導いた原則を根底から徐々に蝕むだろう。—ヴィントン・サーフの議会での証言（2006年2月7日）

### 権利と自由
ローレンス・レッシグとロバート・W・マクチェズニーは、ネットワーク中立性はインターネットが自由かつオープンなテクノロジーであり続けることを保証し、民主主義的コミュニケーションを助長すると主張している。彼らはさらに、インターネットが独占されれば独立なニュースソースの多様性や革新的な新世代のコンテンツの誕生を妨げることになると主張している。

### 競争と技術革新
ネットワーク中立性の支持者らは、"content gatekeepers"（コンテンツ門番）などと呼ばれるケーブルテレビ会社に速度や品質を保証した特別料金を徴収する権利を認めれば、ティム・ウーが "unfair business model"（不公平なビジネスモデル）と呼ぶ状態を作り出すと主張している。「個人のブログからGoogleまで、あらゆるウェブサイト」に課金することで、ネットワーク業者は支払えないサイトへのアクセスを断つだけでなく、競合する他社のウェブサイトをブロックすることもできると、ネット中立性支持者は警告している。ティム・ウーによれば、ケーブルテレビ会社は自社のサービス用に帯域幅をとっておき、他社からは優先サービスの料金を徴収しようと計画しているという。
ネットワーク中立性の提唱側は、インターネットのトラフィックに多層型のサービス体系や優待サービスを採用することを許せば、後発のオンライン企業ほど不利な立場に置かれ、オンラインサービスの技術革新が遅くなると主張している。ティム・ウーは、中立性を確保しなければ、インターネットが「技術革新が支配する市場から取引が支配する市場へ」と変質するだろうと主張している。SaveTheInternet.comはネットワーク中立性によって「平等な場」が形成されるとし、「インターネットは常に技術革新によって発展してきた。ウェブサイトやサービスはそれら自身の価値によって成功したり失敗したりしている」と主張している。ローレンス・レッシグとロバート・W・マクチェズニーは次のように述べている。
ネット中立性がなければ、インターネットはケーブルテレビのようになっていくだろう。一握りの大企業があなたが見るものやその値段を決め、コンテンツのアクセスと配布をコントロールするだろう。医療、金融、小売、ギャンブルといった主要産業は高速かつ安全にインターネットを使用するために法外な料金を課されることになるだろう。（中略）インターネット史上の革新を成し遂げてきた人々の多くは、素晴らしいアイデアと少ない資金だけでガレージで起業した。これは偶然ではない。ネットワーク中立性を保持することで、ネットワーク所有者による統制を最小化し、アイデアを持った第三者の参入と競争を最大化する。ネット中立性は、インターネットコンテンツのための自由で競争の激しい市場を保証する。—Lawrence Lessig & Robert W. McChesney

### インターネット標準の遵守
ネットワーク中立性の支持者は、インターネットにおけるトランスポート層とアプリケーション層の分離という原則が現行のネットワークプロバイダによって踏みにじられていることが基本的なインターネット標準や国際的コンセンサスの権威が低下していることを示しているとして、法律による規制を支援している。さらに、アプリケーションデータの転送でのトラフィックシェーピングがトランスポート層の設計上の柔軟性を徐々に蝕むだろうと主張している。

### 偽装サービスの防止
Alok Bhardwaj は、現実的に言って、ネットワーク中立性に反することは本物の投資には関係せず、むしろ不必要で疑わしいサービスの支払いに関係するだろうと主張している。彼は特定のウェブサイトがエンドユーザーにより高速に到達するよう特別なネットワークを構築すべく新たに投資するというようなことは起きそうもないと信じている。むしろ、非ネット中立性の下ではウェブサイトの低速化によって売り上げが減るのを防ぐため、QoSのてこ入れを行うことになるだろうと見ている。

### エンドツーエンド原理
一部の支持者は、エンドツーエンド原理を保持するのにネットワーク中立性が必要だとしている。ローレンス・レッシグとロバート・W・マクチェズニーは次のように記している。
ネット中立性は、全ての同様なインターネットコンテンツが同じように扱われ、ネットワーク上を同じ速度で移送されなければならないことを意味しているだけである。インターネットを構成するネットワーク基盤の所有者は、それらを差別できない。これがインターネットの単純だが素晴らしい「エンドツーエンド」設計であり、それによってインターネットは経済や社会のための大きな力となったのである。—Lawrence Lessig & Robert W. McChesney:
この原理の下では中立的ネットワークはダムネットワークであり、サポートするアプリケーションの種類によらず、全てのパケットをそのまま転送する。この観点は David S. Isenberg が論文 The Rise of the Stupid Network で論じている。
新たなネットワークの「哲学とアーキテクチャ」は、インテリジェント・ネットワークのビジョンに取って代わりつつある。そのビジョンは、中断や不足を起こすことなく常に使えるよう公共通信ネットワークを設計するというものである。知的な部分はネットワークではなく、エンドユーザーの機器内に配置される。そしてネットワークは「愚かにビット列を転送する」ことだけに専念するよう設計され、余計なルーティングや「賢い」番号変換をしない。（中略）愚かなネットワークでは、データが転送先をネットワークに示すことになるだろう（対照的に賢いネットワークではネットワークがデータに転送先を示す）。愚かなネットワークではデータがボスである。（中略）愚かなネットワークではデータがボスなので、ビット列は基本的に自由で、データ転送速度もデータ型も固定されているわけではない。そのためエンドユーザー機器は自由に動作できる。—David S. Isenberg The Rise of the Stupid Network.
ただし、Saltzer、Reed、Clarkによるエンドツーエンド原理についての最初の論文 End-to-end arguments in system design は、ネットワークを知的にしても終端機器がデータの誤りをチェックする必要性が解消されないということを指摘しているもので、ネットワーク中核部を全く「知的」でないものにすることを提唱したものではない。

## 反対者
反対側としては、ケイトー研究所、Competitive Enterprise Institute、Goldwater Institute、Americans for Tax Reform、Ayn Rand Institute などがある。ハードウェアの会社、大手を含むケーブルテレビと通信の業界はネットワーク中立性に反対の立場である。
それら反対者の一部が Hands Off The Internet というウェブサイトを立ち上げ、ネットワーク中立性に反対する主張を広めようとした。このサイトは既に存在しない。このウェブサイトの資金を提供していたのは主にAT&Tで、技術系の人々や Citizens Against Government Waste という市場活動グループが関与していた。
ネットワーク中立性の法制化に反対するインターネット技術者もおり、例えばデイビッド・J・ファーバーやTCPの発明者ロバート・カーンがいる。カーンは、ネットワーク中立性は一種のスローガンであり、インターネットの中核における技術革新を止めてしまうおそれがあるとしている。Farberはインターネットの主なプロトコルの継続的な研究開発が必要であると強く主張してきた。彼は研究者仲間と共同でワシントン・ポスト紙に署名記事を発表し、その中で「インターネットには改造が必要である。残念なことに法規制が強化されれば、古いインターネットを保つことになり、新しいインターネットの誕生を阻害するおそれがある」と記している。
シスコシステムズの重役であり、通信政策の専門家である Robert Pepper は、かつてFCCの政策立案部門のトップだった。彼は次のように述べている。
ネットワーク中立性の法制化を支持する人々はさらなる規制が必要だと信じている。彼らは、規制を強化しなければサービスプロバイダが帯域幅とサービスを区分けし、一部の富裕層が最高級のインターネットアクセスを楽しみ、他の大多数は遅い接続で我慢することになると考えている。しかし、そのようなシナリオは間違いである。そんなオールオアナッシングの世界は存在していないし、今後もそうなることはないだろう。規制が強化されなければ、サービスプロバイダは現行と同じ事業を続けるだろう。彼らは様々な価格の様々なサービスをあらゆる消費者に向けて提供し続けるだろう。

## 反対側の主張

### プライバシー侵害の懸念
ネットワーク中立性の法制化に反対する者の中には、結果としてプライバシーが侵害される懸念があると指摘する者もいる。ISPが転送内容を監視し、その内容を改変するといった懸念は大げさだと信じる者もいるが、ISPが加入者が何を見ているかを分析し、そこから利益を得ようとするのではないかという懸念は存在する。例えば、Googleなどの企業がすでに行っている広告のターゲット設定をISPが真似することも基本的には可能である。MITの David Clark のような評論家によれば、「誰があなたのするすべてのことを監視する権利を持っているか?」が適切な質問だという。

### 技術革新と投資
ネットワーク中立性の反対者の一部は、帯域幅の優先順位付けがインターネットの今後の技術革新に必要だと主張している。電話会社、ケーブルテレビ会社、通信機器メーカーといった通信業界関係者は、通信事業者が多層化サービスなどの形で優先順位付けできるべきだとし、例えばオンライン企業が出費することで他のトラフィックより自社のデータパケットの転送を優先させるといったことが考えられると主張している。そうして得た収益により、より多くの消費者に安価にブロードバンド接続を提供できるとしている。また、ネットワーク中立性が法制化されればISPやネットワーク事業者がブロードバンドネットワークへの投資を回収するのが難しくなり、技術革新や競争は停滞することになるだろうと主張している。ベライゾンの副社長で法律顧問の John Thorne は、ネットワークの高速化で利益を得ようとしている（情報を発信する側の）企業から料金を徴収することを禁じたら、光ファイバーネットワークをさらに発展させようという意欲が薄れると指摘した。Thorneや他のISPは、ネットワーク事業者が何十億ドルもかけて構築したネットワークにGoogleやSkypeがタダ乗りしていると批判した。

### ユーザーの保護
ネット中立性の支持者も反対者も、どちらも自分達の論の方がユーザーに利すると主張している。反対者側は、ISPの市場競争の下で、帯域幅を優先順位付けして販売することが最もユーザーの利益になると主張している。市場が競争を欠いている場合にはネットワーク中立性はユーザーのためになるかもしれないが、競争のある市場ではISPに中立性を強制するよりも競争に任せる方がよいと主張している。

### サーバサイドの非中立性とのバランス
また、インターネットは既に平等な競争の場ではなくなっているという指摘もある。すなわち、大企業は高性能のサーバ群と広帯域の回線でインターネットに情報を発信しており、中小企業に対して優位に立っているという指摘である。低速なアクセスやプロトコルを限定したアクセスの価格を下げれば、そのようなレベルのサービスで十分だという個人や企業のニーズを満たすことになり、より中立的だという。ネットワークの専門家 Richard Bennett は「裕福なウェブサイトはISPとの間で高速にデータ転送しており、そこから先は平等に扱って欲しいと考えている。Googleがブロードバンド中立性と呼ぶこのようなシステムは、実のところより根本的な不公平を抱えている」と記している。
ティム・ウーはネットワーク中立性の支持者だが、現状のインターネットはベストエフォート的実装であり、リアルタイム性を要求する通信よりもファイル転送などの用途に適しているという意味で中立ではないと主張している。

### 帯域幅の問題
1990年代に入ると、インターネットのトラフィックは着実に増大しはじめた。1990年代中盤には写真を多用したウェブサイトやMP3が登場してトラフィックが急増しはじめ、2003年には動画のストリーミングやP2Pファイル共有が登場してさらに急増した。YouTubeが話題になると似たような無料動画サイトがいくつも登場し、かなりの帯域幅を占めるようになった。SBCコミュニケーションズ（現AT&T）は、そういったコンテンツの流通をさせたいのであれば、ネットワークプロバイダがそういった会社から料金を徴収できる権利を持つべきだと提案した。ウォール・ストリート・ジャーナルの Bret Swanson は、YouTubeやMyspaceやブログがネットワーク中立性によって危険な状態に置かれていると述べた。Swansonによれば、世界中のラジオやテレビが1年間で放送するデータ量は75ペタバイトだが、YouTubeは同じ量のデータを3カ月で流しているという。彼はこれを "exaflood" と呼び、現在のネットワークはこのような状況に対する体制ができていないと主張している。彼は、ネットワーク中立性がブロードバンドネットワークの発展を阻害し、帯域幅が制限され、技術革新が停滞するだろうと主張している。

### 立法への反対
技術的環境や市場は急速に変化しており、弊害のない意味のある規制を維持し続ける能力が政府にあるかを疑問視する向きもある。深く検討しないまま規制することで、インターネットサービスプロバイダがDoS攻撃やスパムをブロックしたり、コンピュータウイルスの拡散を防止したりといった有益な対策のためにパケットのフィルタリングをすることも法的にできなくなる可能性がある。BitTorrentを開発したブラム・コーエンは「私は、インターネットが検閲が実際に行われているテレビのように絶対なって欲しくないと思っている。しかし、実際にネットワーク中立性を法制化する場合、ISPがスパムを捨てたり攻撃を防いだりといったことができなくなる可能性があり、そのような不合理を生じさせないような規制は非常に難しい」と発言している。
The Internet Freedom Preservation Act of 2009 などの最近の法案では、妥当なネットワーク管理を規制から除外することでこのような懸念を和らげようとしている。
ウォール・ストリート・ジャーナルでは、「政府の役割は、コムキャストにネットワーク管理方法を指示することではない。むしろ、消費者がコムキャストのインターネットサービスに不満があるなら、別の選択肢が得られるようにすることだ」という記事が掲載された。
ジョージ・メイソン大学フェローの Adam Thierer は「我々の経済の基幹部門を統制する政府機関は、最も影響を強く受けるところに影響力を行使する傾向がある」と主張し、結果として「我々が耳にした話を総合すれば、FCCがネット中立性を法制化しようとしているのは『消費者優先』または『ネットの自由とオープン性を守る』ことが目的だというが、数十年前に通信業や放送業を規制した際のように、一部の利益団体が法制化を利用して利益を得ようとしていることは無視できない」とした。
Aparna Watal（Attomic Labs 法律役員）は最近公表した研究で、明白な規制の危機に際して立法で対応しようという主張に反対する3つの理由を述べている。第一に「一般的な見方に反し、コムキャストの裁判の判決は委員会 (FCC) のISPへの権限を無効にするものではない。委員会が権限の根拠とした法律の条項は裁判では手続き上の問題で採用されなかったが、委員会が通信業者の不公平および不当な課金・慣習・規則を監督する権限を有することを示している」と説明している。第二に「これまでに問題となるような明白な出来事がほとんどなく、消費者への影響も限定的であるため、ネットワーク中立性を立法で強制したり、委員会が干渉主義的な方針を採用するのは不適切であり、時期尚早である」と示唆した。また、「メディアの素早い注目と世論の反発」がISPによるトラフィック操作を防ぐ効果的な取締りツールになるとしている。さらに「ネットワーク中立性を法制化するよりも、ISPにネットワーク管理業務の開示を要求したり、消費者が簡単にISPを乗り換えられるようにするなど、消費者保護の規則を設けるなどの穏便な方法が好ましい」と示唆している。最後に「委員会はブロードバンドサービスを規制しており、インターネット上のコンテンツやアプリケーションを直接規制していない。しかし、コンテンツの分類が不変とするのは不正確である。インターネットは複数の層が協働して機能しており、ある層の性能を意図的に制御すれば、他の層に影響を及ぼすことになる。そう考えれば、転送層で何がなされようとネットワーク中立性は維持されているとも言える。委員会にインターネットに繋がっているブロードバンドのパイプラインを規制させ、間接的にその上を流れるデータの規制に関与することを軽視すれば、今後数年間、複雑かつ重複し破綻した規制状態となるだろう」と説明している。

## その他の意見

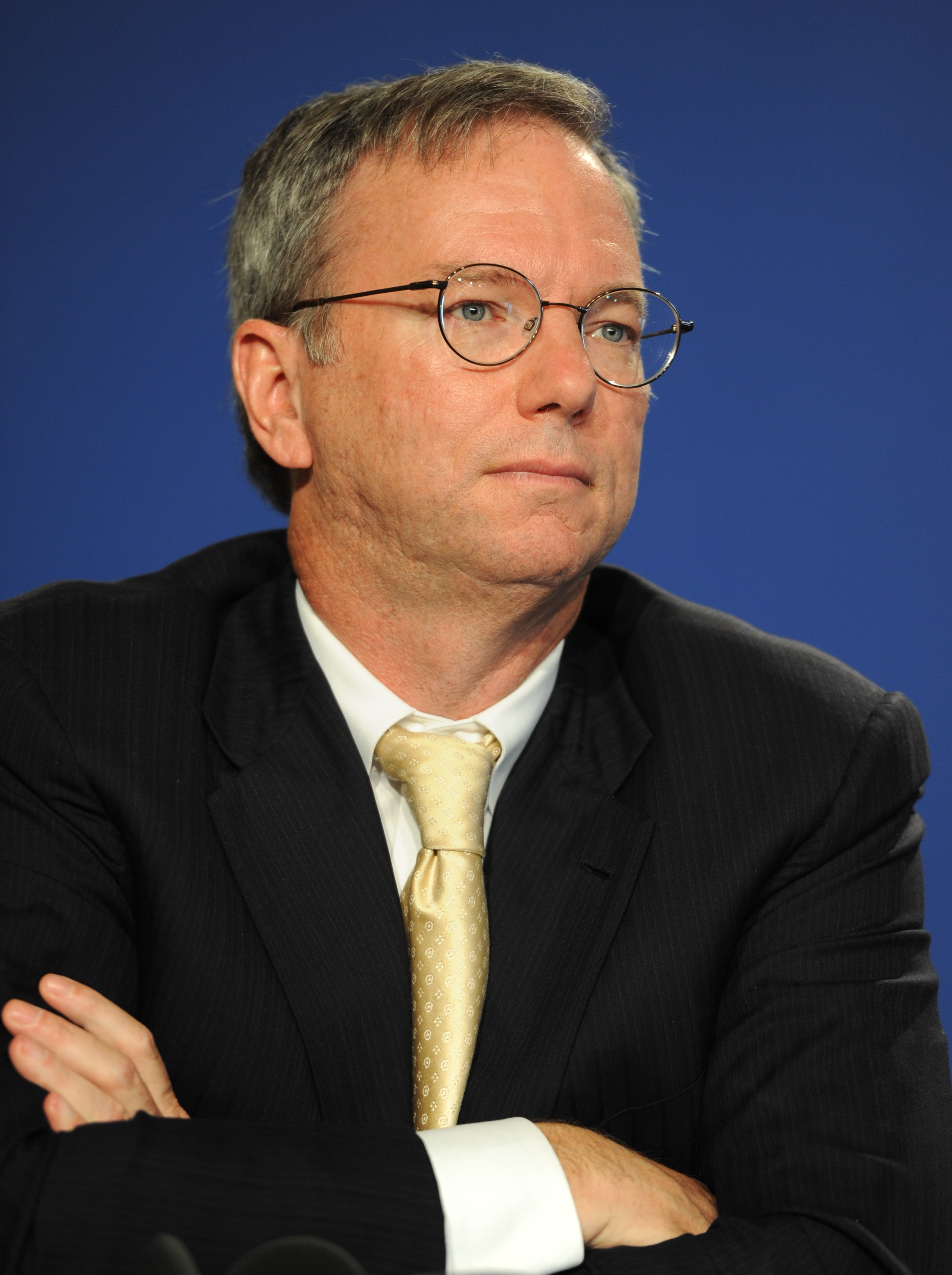
エリック・シュミット

ワシントン・ポストのコラムニスト Jeffrey Birnbaum はこの議論が過熱しているとし、両陣営の主張が「漠然としていて誤解を招きやすい」と述べている。
作家アンディ・ケスラーは、ネットワーク中立性は望ましいが、新しい法律を作るよりも通信会社に対する収用権の脅威の方が最善のアプローチだと主張していた。
ティム・ウーは、インターネットはアプリケーションの種類毎に要求されることが異なるので、その影響で中立ではないとみている。音声や動画のストリーミングなどの低レイテンシを要求しデータ喪失には寛容なアプリケーションよりも、データアプリケーションの方に適しているという。「アプリケーションには、レイテンシに敏感なものと鈍感なものがあり、IPプロトコルスイートが中立だとみなすのは難しい」としている。彼は、用途を問わない中立性ではなく、類似する用途ごとに平等性を示すネット中立性を課す規制を提案した。彼は要求の異なるアプリケーション間での妥当なトレードオフをブロードバンド業者に許すことを提案し、同時にローカルネットワークが相互接続する所でネットワーク運用者の振る舞いを規制する側が吟味すべきだとした。しかし、この異なるアプリケーション間のトレードオフの透明性を確保することは重要であり、それによって一般大衆が重要な政策決定に関与できることになるだろう。

## 法的状況

### EU
2002年の欧州連合の電子通信規制パッケージは5つの指令 (Directive) から成っていた。
- アクセス指令 (2002/19/EC) - 電子通信網へのアクセス・相互接続に関する指令
- 認可指令 (2002/20/EC) - EU域内での事業参入許可に関する指令
- 枠組み指令 (2002/21/EC) - 電子通信網及びサービスに関し、EU域内で統一的な規制枠組みを確立するための指令
- ユニバーサル・サービス指令 (2002/22/EC)
- eプライバシー保護指令 (2002/58/EC)

これらは2009年に改正された。欧州委員会がこれらの改訂作業をしていた2007年11月、非中立的なブロードバンドアクセスによって損害が生じるようなことがあるとした場合、それに対して立法によってネットワーク中立性を命じる必要性があるかを調査した。欧州委員会は、ユーザーがアクセス手段の選択肢を持ち、好きなサービスにアクセスできる限りにおいて、優先順位付けは市場にとって一般に好ましいことだとし、現行のEUの規則では通信業者は異なる顧客に異なるサービスを提供できており、同等な状況の顧客間で反競争的な差別をできないようになっているとした。しかし欧州委員会はまた、現行の法的枠組みではネットワーク業者が顧客に提供するサービスを低下させることを効果的に防ぐことができないと指摘した。そのため、最低限のサービスの質を保証させる権限を確保すべきだと提案した。さらに、エンドユーザーが合法なコンテンツやアプリケーションを選択する際にネットワーク業者が何らかの制限を課す可能性があるとして、透明性の義務を提案した。
2009年12月19日、新たな電子通信規制パッケージ (Telecoms Package) が発効し、EU加盟国は2011年5月までに指令を実施することを要求された。欧州委員会によれば、新たな透明性要件が意味するのは「顧客が（契約する前でも）提供されるサービスの性質（採用しているトラフィック管理技法やサービスの質への影響など）やその他の制限（帯域幅や接続速度の上限など）を知らされる」ことだという。1211/2009の指令は、欧州電子通信規制者団体 (BEREC) の設立と事務局に関するものである。BERECの主な目的は、各国の規制当局間の連携を促進し、EU域内で規制枠組みの一貫性を保証することにより、電子通信ネットワークとサービスの市場の発展とよりよい機能向上に寄与することである。

#### イタリア
イタリアでは2009年3月、上院議員 Vincenzo Vita と Luigi Vimercati により "Neutralità delle Reti, Free Software e Società dell'informazione" という法案が提出された。Vimercati議員はあるインタビューでネットワーク中立性をなんとかしたいと述べ、スタンフォード大学ロー・スクール教授ローレンス・レッシグの影響を受けているとした。

#### オランダ
2011年6月、オランダの下院はネットワーク中立性のための法案を大多数の賛成で可決した。これは、インターネットワービスのブロック、ディープ・パケット・インスペクションによる利用者の行動の監視、何らかのネットワークトラフィックのフィルタリングや操作を禁ずるものである。これはあらゆる通信接続業者に適用されるもので、2012年5月8日上院も通過して、正式に法律となった。

#### ベルギー
2011年6月、ベルギーの代議院でネットワーク中立性が議論された。3つの政党（CD&V、N-VA、PS）が共同で通信法にネットワーク中立性の概念を導入する提案を行った。

#### フランス
2011年4月12日、フランス政府は Laure de La Raudière（UMP所属の国民議会議員）のレポートを受理した。このレポートは9つの提案を含んでいる。そのうち2つはネットワーク中立性に関するものである。

### アメリカ大陸

#### アメリカ合衆国
アメリカでは、ネットワーク中立性に関する法的および政治的議論が続いている。FCCはこの問題について司法権を有していると主張し（これについては異論がある）、通信業者がしたがうべきガイドラインを規定した。2008年2月11日、下院議員 Ed Markey と Chip Pickering は「ブロードバンド方針を定め、FCCがブロードバンド・インターネット・アクセスなどに関連した競争・消費者保護・消費者選択を評価する措置をとるよう命じる」法案を提出した。2008年8月1日、アメリカ最大のケーブルテレビ会社コムキャストが同社の高速インターネットサービスでファイル共有ソフトの使用を不法に妨げているという訴えについて、FCCは正式にその訴えを支持することを可決した（ファイル共有ソフトのブロックを辞めなければ罰金を課すという決定）。FCC会長 Kevin J. Martin はこれについて、ISPや通信業者が正当な理由もなく顧客による彼らのネットワークの使い方を制限することはできないという先例を作る意図だったと述べた。あるインタビューでMartinは「我々はインターネットのオープン性を守ろうとしている」と述べている。コムキャストに対する訴えは、動画や音楽やアプリケーションといった大きめのファイルを配布するのに使われているBitTorrentと関係していた。Markey議員は2009年にも法案を提出している。コムキャスト側は不法なことは何もしていないと主張したが、2009年12月の時点でも株価が16ドルと低迷していた。2010年4月6日、コロンビア特別区の控訴裁判所はコムキャストとFCCの裁判で、FCCはISPに対してそのネットワークをあらゆるコンテンツについてオープンにさせる権限を持たないとの判決が下された。
2010年12月21日、FCCはケーブルテレビ会社や電話会社のサービスプロバイダが競合他社のウェブサイトやネットフリックスなど特定のウェブサイトへのアクセスを妨げることを禁ずる新たな規則を承認した。共和党は新たな法律を制定してこの規則を取り消すことを計画している。
2011年9月23日、FCCはさらなる規制を発表。プロバイダにネットワーク運営の透明性確保を命じるもので、合法なコンテンツのブロック、合法なトラフィックを正当な理由なく差別することなどを禁じている。これらの規制は2011年11月20日に発効した。

#### チリ
2010年6月13日、チリ国会は通信法を改正し、ネットワーク中立性の保持を明記した。これは世界初のことである。改正前にはブログやTwitterなどのソーシャルネットワークを通じた大々的なキャンペーンが展開されていた。
2010年8月26日には通信法に新たに3つの条項が加えられ、インターネットユーザーがインターネットを合法的に利用することをISPが何らかの形で妨げることを禁止した。そのためISPはソースや所有者に基づいてコンテンツの扱いを恣意的に変えることができなくなった。

### ロシア
2007年9月、ロシア政府は通信サービスの新たな規制を導入した。加入者のネットワーク上の活動がネットワークの共通の機能を脅かすものである場合、ISPはその行動を制限できることが法制化された。契約書で示されている書式で加入者が例外とすべき情報システムへのアクセスやアドレスなどを提示した場合、ISPはそれらを除外することを義務付けられている。一方加入者には自身の端末がウイルスなどに感染することを防ぐ努力をする義務が課せられ、自身のマシンがスパムやマルウェアの拡散に使われないように務めなければならない。実際、ロシアの多くのISPはトラフィックシェーピングを行っており、BitTorrentなどのP2Pファイル共有のトラフィックの優先順位を低くしている（ロシアではP2Pのトラフィックが全体の80%を占めている）。また "retracker" と呼ばれる技法がよく知られており、BitTorrentのトラフィックの一部をリダイレクトしてISPのキャッシュサーバや Metropolitan Area Network (MAN) 内の他の加入者に向けるということが行われていた。MANは一般に非常に高速である。

### アジア

#### 中国
アジア通の Thomas Lum によれば、「1949年の建国以来、中華人民共和国は情報の流れを統制し、政府への批判や共産党の方針から外れた観点を広めるのを禁止することに大きな努力を払ってきた。1990年代中ごろにインターネット技術が導入されはじめ、政府が世論に影響を与える情報源や情報の拡散を統制することがやや難しくなってきた。インターネットは急激に発展し、ニュースへのアクセスは容易になり中国国内のマスコミの発展に寄与していったが、他のマスメディアと同様、オンラインでの表現形態もかなり抑制されている。実証的研究により、中国が世界的にも洗練されたコンテンツフィルターを持っていることが判明している。中国政府はそういった技術をますます重用してオンラインのコンテンツを制限しており、規制や監視を強化し、技術を統制しようとしている」という。

#### 韓国
韓国では、ネットワーク業者がサービスプロバイダを兼ねている場合を除き、高速FTTHネットワークでのVoIPはブロックされている。

#### 日本
ネットワーク中立性は、日本を含む多くの国で公衆通信業者に対して法制化されてきた。日本では、最大の電話会社であるNTTが同社のFTTH高速インターネット接続を使ったサービスであるフレッツ光を運用している。

## 関連する話題

### エンドツーエンド原理
エンドツーエンド原理は、インターネットの中心的設計原理の1つであり、他のプロトコルや分散システム一般においても採用されている。これは、通信プロトコルの操作が可能な限り通信システムの終端、あるいは制御されるリソースに近いところで行われるよう定義されるべきだという考え方である。したがって、プロトコル機能はなるべく上位層プロトコルに実装すべきであって、下位層での実装が正当化されるのは性能最適化のためだけである。そのためTCPが信頼性向上のために再送を行うことは正当化されているが、TCPの性能がピークに達した時点でそれ以上の信頼性強化はやめるべきである。
1981年、Jerome H. Saltzer、David P. Reed、デービッド・ダナ・クラークの論文 End-to-end arguments in system design で注目されるようになった概念である。彼らは、信頼できるシステムでは中間システムにどんな処理を加えても、正しく動作することを保証するにはエンドツーエンドの処理が必要になる傾向があると主張した。彼らは、通信システムの下位層で何らかの機能を実装することは上位層のクライアントにとってはコスト増となり、クライアントがそのような機能を必要としない場合や、クライアントが同等機能をエンドツーエンド的に再実装して冗長になる場合があると指摘した。この考え方から、ネットワーク自体はなるべく機能を最小にして、それに接続する端末側を賢くすべきだという方向性が生まれ、それまでの賢いネットワークとダム端末というパラダイムを一新させた。

### データ判別
Tim Wu は現在のインターネットは中立ではないと主張し、そのベストエフォート型の実装はリアルタイム通信よりもファイル転送などのリアルタイム性を要求しない通信に適していると指摘した。一般に特定のノードやサービスをブロックしているネットワークよりも全く制限のないネットワークの方が好ましいとされる。
しかし、セキュリティの確保されていないメールサーバがスパムの中継に使われないようポート25番を塞いだり、著作権侵害が疑われるP2P音楽検索ソフトが使用するポートを塞いだりといったことをしているネットワークプロバイダは多い。その場合、ユーザーとの契約書に特定のアプリケーションが使えないことを明記している。
カーネギーメロン大学の Jon Peha の論文 "The Benefits and Risks of Mandating Network Neutrality, and the Quest for a Balanced Policy" では、有害なトラフィックを防いで有益なトラフィックを保護するために政策立案者が抱える課題を提示している。その論文では、トラフィックを判別する様々な技術を論じている。

### サービスの質 (QoS)
インターネットルータは、ネットワークオペレータ間の協定に基づき、相互にパケットを転送する。インターネットプロトコルを採用する多くのネットワークはサービスの質 (QoS) という概念を採用しており、ネットワークサービスプロバイダは一種のQoSを成し遂げるべく相互にサービスレベル契約を結ぶことが多い。
IPを使用するネットワーク（IPネットワーク）を相互接続する方法は一種類ではなく、IPを使っているネットワークが全てインターネットの一部というわけではない。IP放送ネットワークはインターネットとは分離しており、ネットワーク中立性の議論とも無関係である。
IPデータグラムの「サービス種別」(TOS) というフィールドには3ビットのプレシデンスまたは6ビットのDSCPフィールドがあり、サービスレベルの要求に使われている。これは、階層型アーキテクチャでサービス・アクセス・ポイント (SAP) を通してサービスを提供するという概念を表したものである。このフィールドは無視されることもあり、特に受信側ネットワークとの契約範囲外のサービスレベルを要求している場合には無視される。プライベートなネットワークでは普通に使われており、特にWi-Fiネットワークなどでは優先度が強制力を持っている。
インターネット接続を通じてサービスレベルを伝達する方法としては、SIP、RSVP、IEEE 802.11e、MPLSなどがあるが、SIPとDSCPの組合せが一般的である。最近のルータにはそれらが組み込まれており、サービスのクラスを広域に伝達可能となっている。
マルチメディア、VoIPなど低レイテンシを要求する用途が増えてくると、アプリケーションの種類に基づいてネットワーク層で多層化したサービスレベルを提供することが行われるようになっていった。このような試みは進行中であり、結果としてプロバイダがサービスレベルを含むよう協定を改正し始めている。
Alok Bhardwaj は、法律でネットワーク中立性を強制することがQoSプロトコルの実装と結びついていると主張した。法制化することで、QoSを理由に料金を値上げすることを禁止でき、同時にネットワーク中立性の考え方を悪用した料金設定を禁止できると主張した。また、QoSの実装には追加コストは全くかからないので、QoSを理由に料金を値上げすべきでないと主張している。

### トラフィックシェーピング
トラフィックシェーピングはコンピュータネットワークのトラフィックを制御するもので、ある基準を満たすパケットを遅延させることで最適化または性能を保証することであり、レイテンシを削減し、帯域幅を確保する。より具体的には、パケット群（ストリーム）に追加の遅延を課すような何らかの行為であり、それによって事前に設定された制約（契約またはトラフィックプロフィール）に従うようにする。トラフィックシェーピングはコンピュータネットワークに送り込まれるトラフィックを制御する手段を提供するもので、ある期間ごとに制限する方式（帯域幅調整）、最大転送レートを制限する方式（レート制限）、GCRAのようなもっと複雑な方式がある。

### オーバープロビジョン
ネットワークの帯域幅が終端から流入するトラフィックよりも大きければ、制限しなくとも良いQoSが得られる。例えば電話網では回線がパンクしそうになると新たな接続を断わるようになっている。オーバープロビジョンとは、ピークの需要を大きめに見積もった統計多重化の一形態である。オーバープロビジョンを採用している例として、WebEx、Internet2のアビリン・ネットワークなどがある。
David Isenberg は、QoSとディープ・パケット・インスペクション技術を採用するよりも、オーバープロビジョンで常に過剰な容量を提供するほうが結果として安くつくとしている。

### 価格モデル
ブロードバンドのインターネットアクセスは多くの場合、確保帯域幅または利用可能な最大帯域幅をベースとして価格設定されている。インターネットサービスプロバイダ (ISP) が様々な価格設定で様々なサービスレベルを提供することで、余剰帯域幅を売ることができ、余剰コストを賄えるかもしれないという主張もある。しかし、帯域幅に基づいた接続を購入する側は、自分が購入する帯域幅で自らの通信要件が満たされるかを予測する必要がある。
サービスレベル毎の価格設定の妥当性については様々な研究がなされてきた。しかしそういった価格モデルの多くは帯域幅ベースであり、ネットワーク中立性の主眼はプロトコルベースの配備（帯域幅分配）にある。

### GoogleのトラフィックにISPが課金した例
フランスの通信業者 Orange は、YoutubeなどのGoogleのサイトに関するトラフィックが全トラフィックの約50%を占めているとし、Googleとの間でそのトラフィックに課金する合意に達した。一方Orangeと競合するISPである Free は、Youtubeのトラフィックを抑制しGoogleの広告をブロックしていたが、フランス政府がそのようなやり方を禁止する命令を下した。